# Нејви Јард Сити (Вашингтон)
Нејви Јард Сити (енгл. Navy Yard City) насељено је место без административног статуса у америчкој савезној држави Вашингтон.

## Демографија
По попису из 2010. године број становника је 2.477, што је 161 (-6,1%) становника мање него 2000. године.
| Група             | 2000.         | 2010.         |
| Белци             | 1.949 (73,9%) | 1.766 (71,3%) |
| Афроамериканци    | 204 (7,7%)    | 122 (4,9%)    |
| Азијати           | 138 (5,2%)    | 118 (4,8%)    |
| Хиспаноамериканци | 170 (6,4%)    | 194 (7,8%)    |
| Укупно            | 2.638         | 2.477         |